# Mitten im Paradies
Mitten im Paradies ist ein Lied der deutschen Schlagersängerin Helene Fischer. Das Lied ist die erste Singleauskopplung aus ihrem zweiten Studioalbum So nah wie du.

## Entstehung und Artwork
Geschrieben wurde das Lied von Jean Frankfurter und Irma Holder. Produziert wurde das Lied von Jean Frankfurter. Das Lied wurde unter dem Musiklabel EMI veröffentlicht. Auf dem Frontcover der Maxi-Single ist – neben der Aufschrift des Künstlers und des Liedtitels – Fischer, in einem hellblauen Oberteil und einer weißen Hose, vor einem weißen Hintergrund, zu sehen.

## Veröffentlichung und Promotion
Die Erstveröffentlichung von Mitten im Paradies war am 18. Mai 2007 als Download-Single. Das Lied ist nur zum einzelnen Download, ohne weitere B-Seiten, erhältlich. 2010 nahm Fischer für ihr erstes englischsprachiges Album The English Ones eine englische Version mit dem Titel Everything I Need auf.
Um das Lied zu bewerben, folgten unter anderem Liveauftritte zur Hauptsendezeit während des Sommerfestes- und des Herbstfestes der Volksmusik in der ARD, während der MDR-Hitsommernacht und in der MDR-Hitparade.

## Inhalt
Der Liedtext zu Mitten im Paradies ist auf Deutsch verfasst. Die Musik wurde von Jean Frankfurter und der Text von Irma Holder verfasst. Der Text zur englischsprachigen Version Everything I Need wurde von Mary Applegate und Irma Holder verfasst. Musikalisch bewegt sich das Lied im Bereich des Schlagers. In dem Lied geht es um eine Frau, die sich frisch verliebt hat, und obwohl die Liebe ganz neu ist, fühlt sich schon alles ganz vertraut für sie an.
| „Und wir wollten doch eine Ewigkeit, mitten im Paradies. Tausend Träume weit, bis zum Rand der Zeit, mitten im Paradies. Es kann Wahnsinn sein, was ein Traum verspricht. Wer wirklich liebt, spürt die Zweifel nicht. Lass mich nicht im Stich, mitten im Paradies.“ – Refrain, Original | “And We Didn’t Say Yes But I Know I Have, Everything I Need. Never Changed My Name, But Still I am Blessed, Everything I Need. Now I’d Say I Do, If You Ever Ask. But until Then I Know What I Have. Everything I Have, Everything I Need.” – Refrain, englische Version |

## Mitwirkende
| Liedproduktion - Helene Fischer: Gesang - Jean Frankfurter: Komponist, Musikproduzent - Irma Holder: Liedtexter | Unternehmen - EMI Group: Musiklabel - Musikverlag FrankyBoy e. K.: Vertrieb |

## Rezeption
Am 24. August 2007 gewann Fischer mit dem Titel die dritte Ausgabe der MDR-Hitparade. Nach den eingespielten Videos können die Zuschauer per TED den Siegertitel der jeweiligen Ausgabe wählen, welcher noch am Ende der Sendung bekannt gegeben wird. Hierbei setzte sich Fischer mit 54,4 % aller Stimmen durch.

## Chartplatzierungen
Mitten im Paradies erreichte in Deutschland Rang 79 der Singlecharts und konnte sich drei Wochen in den Charts platzieren. Mit Beginn der Singleveröffentlichung verfehlte Mitten im Paradies eine Chartnotierung, erst nach einem Auftritt während des Herbstfestes der Volksmusik am 15. September 2007 stieg die Single in die Charts.
Für Helene Fischer ist dies der erste Charterfolg in Deutschland. Für Jean Frankfurter als Autor ist Mitten im Paradies bereits die 45. Single in Deutschland, die sich in den Singlecharts platzieren konnte. Für Frankfurter als Produzent ist Mitten im Paradies die 26. Single in Deutschland, die sich in den Singlecharts platzieren konnte.
| ChartsChartplatzierungen | Höchstplatzierung | Wochen |
| ------------------------ | ----------------- | ------ |
| Deutschland (GfK)        | 79 (3 Wo.)        | 3      |

## Coverversionen
- 2010: Trisha – In je blauwe ogen, sie nahm das Lied als B-Seite für ihre zweite Single Ik doe wat ik wil auf.[4]